# مونته کریستی (شهر)
مونته کریستی (به لاتین: Monte Cristi) یک شهر در جمهوری دومینیکن است که در سانتو دومینگو واقع شده‌است.

## خصوصیات
مونته کریستی ۴۵۵٫۵ کیلومترمربع مساحت و ۴۲٬۶۵۷ نفر جمعیت دارد و ۱۶ متر بالاتر از سطح دریا واقع شده‌است.